# Final Masquerade
"Final Masquerade" là một bài hát của ban nhạc rock người Mỹ Linkin Park. Bài hát được ban nhạc thu âm làm ca khúc thứ 11 cho album phòng thu thứ 6 của họ, The Hunting Party, và cũng là đĩa đơn thứ 5 của album. Bài hát được công chiếu lần đầu trên kênh MTV vào ngày 8 tháng 6 năm 2014. Bài hát được sản xuất bởi Mike Shinoda và Brad Delson, và đồng sản xuất bởi Emile Haynie.
Phiên bản acoustic của bài hát được phát hành bản tải xuống kỹ thuật số vào ngày 19 tháng 2 năm 2015.

## Biên soạn
"Final Masquerade" được mô tả là một bài hát alternative rock  và hard rock. Trong một bài báo từ Metal Hammer, bài hát được diễn giải là "giống A Thousand Suns hơn là Hybrid Theory, bài hát được Linkin Park trình diễn có mức độ chừng mực và điềm tĩnh, một bản tuyên ngôn chậm rãi, tốc độ vừa phải, được xây dựng xung quanh âm bàn phím liên hồi, nhịp chậm và âm guitar xa xăm. Bài hát là một trong những màn trình diễn giọng hát hay nhất của Chester Bennington 
MTV mô tả bài hát là "một bản hit nặng nề, sắc sảo, cảm xúc, du dương."  Trong một cuộc phỏng vấn với MTV, Shinoda giải thích:
| “ | "Tôi đã viết vài bản demo ‘alternative pop’ có khả năng sẽ phù hợp với thị hiếu của radio lúc bấy giờ. Nhưng tôi vô tình đọc một bài blog có tựa đề "Rock Sucks Right Now And It’s Really Depressing" (Nhạc Rock bây giờ đang rất chán và thật là buồn tẻ), nó đã khiến tôi suy nghĩ. Cuối cùng tôi đã sáng tác ra một bài hát để đáp lại, và tôi nhận ra những thứ tôi đang sáng tác không phải thứ tôi muốn tạo ra." | ” |

## Video âm nhạc
Video âm nhạc chính thức của bài hát, do Mark Pellington đạo diễn, được công chiếu vào ngày 29 tháng 7 năm 2014 trên kênh MTV. Một video lời bài hát đã được phát hành trước đó thông qua trang Facebook chính thức của Linkin Park.
Tính đến tháng 12 năm 2020, bài hát đã có 100 triệu lượt xem trên YouTube.

## Đón nhận
Trong bài đánh giá từng ca khúc của Billboard, bài hát nhận được phản hồi tích cực và được diễn giải: "Các âm synth và guitar xa xăm đưa những câu hát nhịp trung vào một đoạn điệp khúc hard rock khiến bạn phải gật gù." 

## Giải thưởng
Bài hát được bình chọn là bài hát rock hay thứ hai trên Danh sách rock 100 của Kerrang!. Bài hát được đặt sau "In the End" của Linkin Park.

## Danh sách ca khúc
| Tải xuống kỹ thuật số | Tải xuống kỹ thuật số | Tải xuống kỹ thuật số | Tải xuống kỹ thuật số                                 | Tải xuống kỹ thuật số |
| STT                   | Nhan đề               | Sáng tác              | Nhà sản xuất                                          | Thời lượng            |
| --------------------- | --------------------- | --------------------- | ----------------------------------------------------- | --------------------- |
| 1.                    | "Final Masquerade"    | Linkin Park           | Brad Delson Mike Shinoda Emile Haynie (đồng sản xuất) | 3:37                  |

| CD  | CD                       | CD          | CD                                                    | CD         |
| STT | Nhan đề                  | Sáng tác    | Nhà sản xuất                                          | Thời lượng |
| --- | ------------------------ | ----------- | ----------------------------------------------------- | ---------- |
| 1.  | "Final Masquerade"       | Linkin Park | Brad Delson Mike Shinoda Emile Haynie (đồng sản xuất) | 3:37       |
| 2.  | "Until It's Gone" (Live) | Linkin Park | Brad Delson Mike Shinoda                              | 3:50       |

| Đĩa đơn quảng bá | Đĩa đơn quảng bá              | Đĩa đơn quảng bá | Đĩa đơn quảng bá |
| STT              | Nhan đề                       | Sáng tác         | Thời lượng       |
| ---------------- | ----------------------------- | ---------------- | ---------------- |
| 1.               | "Final Masquerade" (Acoustic) | Linkin Park      | 3:50             |

## Nhân sự
Linkin Park
- Chester Bennington - ca sĩ chính
- Rob Bourdon - trống, bộ gõ
- Brad Delson - guitar chính, hát bè
- Dave "Phoenix" Farrell - guitar bass, hát bè
- Joe Hahn ("Mr. Hahn") - sampling, lập trình
- Mike Shinoda - hát bè, guitar đệm, đàn organ

## Xếp hạng
| Bảng xếp hạng (2014)                              | Vị trí cao nhất |
| ------------------------------------------------- | --------------- |
| Úc (ARIA)                                         | 43              |
| Áo (Ö3 Austria Top 40)                            | 65              |
| Bỉ (Ultratop 50 Flanders)                         | 44              |
| Bỉ (Ultratop 50 Wallonia)                         | 46              |
| Canada (Canadian Hot 100)                         | 85              |
| Cộng hòa Séc (Rádio Top 100)                      | 74              |
| Đan Mạch (Tracklisten)                            | 34              |
| Pháp (SNEP)                                       | 45              |
| Đức (GfK)                                         | 70              |
| Hungary (Single Top 40)                           | 5               |
| Ý (FIMI)                                          | 34              |
| New Zealand (Recorded Music NZ)                   | 30              |
| Portugal (AFP)                                    | 22              |
| Tây Ban Nha (PROMUSICAE)                          | 35              |
| Thụy Sĩ (Schweizer Hitparade)                     | 64              |
| UK Singles (Official Charts Company)              | 106             |
| UK Rock (Official Charts Company)                 | 2               |
| Hoa Kỳ Bubbling Under Hot 100 Singles (Billboard) | 15              |
| Hoa Kỳ Hot Rock Songs (Billboard)                 | 18              |
| Hoa Kỳ Rock Airplay (Billboard)                   | 30              |
| Hoa Kỳ Alternative Songs (Billboard)              | 32              |
| Hoa Kỳ Mainstream Rock (Billboard)                | 35              |

## Lịch sử phát hành
| Khu vực  | Ngày                      | Định dạng                         | Hãng đĩa                  |
| -------- | ------------------------- | --------------------------------- | ------------------------- |
| Thế giới | Ngày 10 tháng 6 năm 2014  | Tải xuống kỹ thuật số             | Warner Bros. Machine Shop |
| Ấn Độ    | Ngày 10 tháng 6 năm 2014  | Tải xuống kỹ thuật số             | Warner Bros.              |
| Ý        | Ngày 1 tháng 8 năm 2014   | Đài phát thanh ăn khách đương đại | Warner Bros.              |
| Đức      | Ngày 20 tháng 9 năm 2014  | CD                                | Warner Bros.              |
| Hoa Kỳ   | Ngày 11 tháng 11 năm 2014 | Đài rock hiện đại                 | Warner Bros. Machine Shop |
| Thế giới | Ngày 21 tháng 2 năm 2015  | Đĩa đơn quảng cáo                 | Warner Bros. Machine Shop |